# Tet (Hebräisch)

Tet

Tet, eigentlich Teth (טית) ist der neunte Buchstabe im hebräischen Alphabet. Er hat den Zahlenwert 9. Das Teth ist ein emphatischer Verschlusslaut, der mit dem lateinischen T nicht treffend wiedergegeben wird, da er mit anderer Zungenhaltung artikuliert wird: Die Zunge wird versteift und bekommt dadurch einen runden Querschnitt. Im Unterschied zum Taw, das ähnlich der deutschen Aussprache des T leicht behaucht ist, ist das ט völlig unbehaucht. Es entspricht dem phönizischen Tet.
Die akademische Transliteration von Teth ist „ṭ“ („t“ mit Punkt unten).

## Beispiele
טבריה Twerja Tiberias

## Zeichenkodierung
| Unicode Codepoint | U+05D8            |
| Unicode-Name      | HEBREW LETTER TET |
| HTML              | &#1496;           |
| ISO 8859-8        | 0xE8              |